# Treinta y seis vistas del monte Fuji

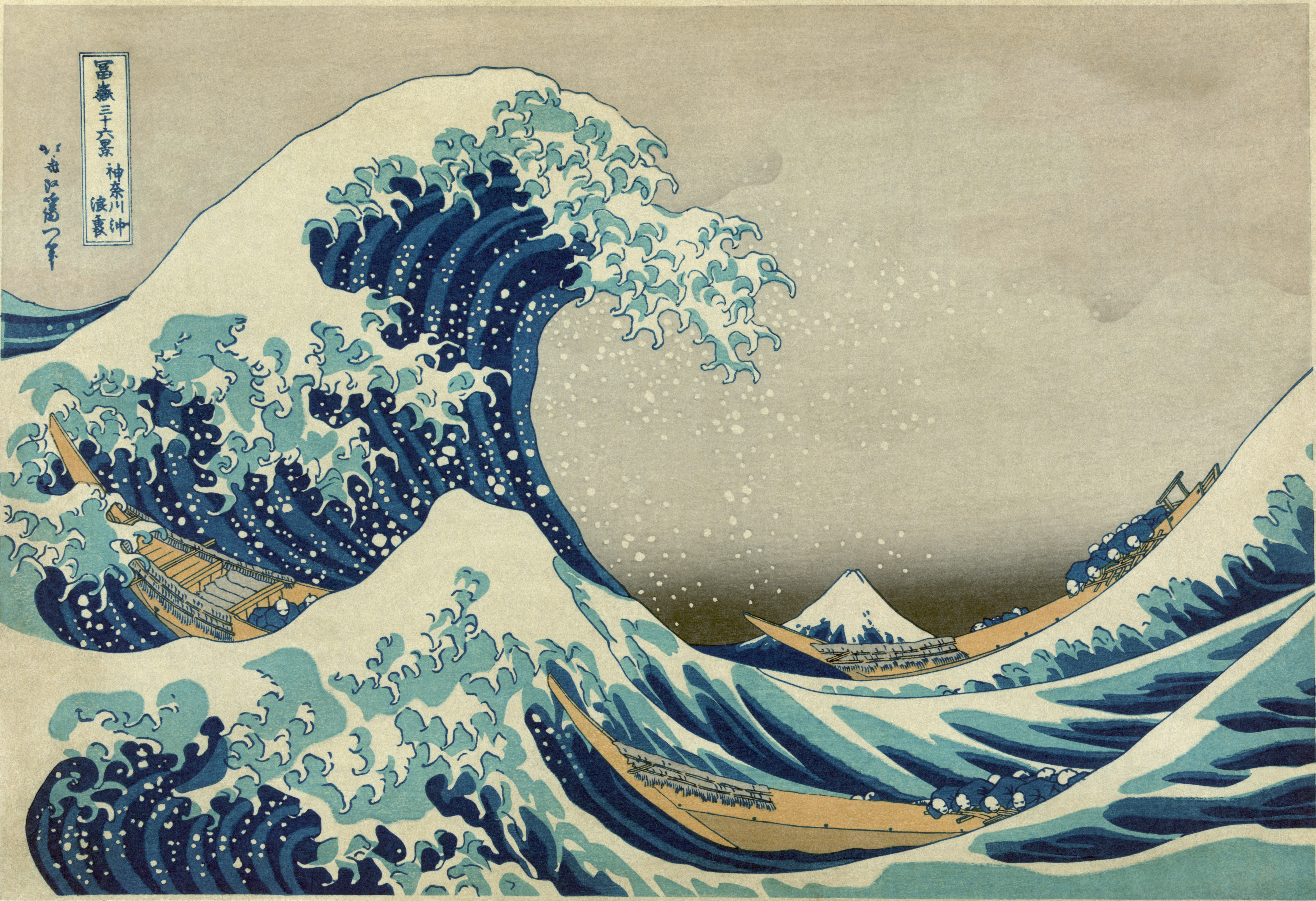
La gran ola de Kanagawa (1830 - 1833), grabado de Katsushika Hokusai, conservado en el Metropolitan Museum of Art de Nueva York.

Treinta y seis vistas del monte Fuji (富嶽三十六景 Fugaku Sanjūrokkei) es una serie de ukiyo-e compuesta de cuarenta y seis xilografías creadas por el artista japonés Katsushika Hokusai (1760-1849), las cuales fueron realizadas entre 1831 y 1833. La serie retrata al monte Fuji visto desde diversas perspectivas y bajo distintas estaciones del año y condiciones climáticas. Originalmente la serie estaba compuesta por treinta y seis xilografías, pero debido a su éxito, se incluyeron adicionalmente diez más en una segunda publicación.

## Historia
Si bien Treinta y Seis Vistas del Monte Fuji es una de las series Ukiyo-e más famosas que tratan sobre el Monte Fuji, esta contiene muchas similitudes de otras obras relacionadas también al Monte Fuji, como por ejemplo Fuji Sanjū-Rokkei «Treinta y Seis Vistas del Monte Fuji» de Utagawa Hiroshige o la serie Fugaku Hyakkei «Once vistas del Monte Fuji» del mismo Hokusai. El Monte Fuji es un objeto muy popular y recurrido en el arte japonés, debido a su peso cultural y religioso. Esta creencia se remonta a Kaguya donde una diosa deposita el elixir de la vida en la cima.

## Grabados

### Piezas originales
| N.º | Grabado impreso | Título español                                                                          | Título Japonés           | Transcripción                          |
| --- | --------------- | --------------------------------------------------------------------------------------- | ------------------------ | -------------------------------------- |
| 1   |                 | La gran ola de Kanagawa                                                                 | 神奈川沖浪裏             | Kanagawa oki nami-ura                  |
| 2   |                 | Fuji rojo                                                                               | 凱風快晴                 | Gaifū kaisei                           |
| 3   |                 | Tormenta debajo de la cumbre                                                            | 山下白雨                 | Sanka hakū                             |
| 4   |                 | Bajo el puente Mannen en Fukagawa                                                       | 深川万年橋下             | Fukagawa Mannen-bashi shita            |
| 5   |                 | Sundai en Edo                                                                           | 東都駿台                 | Tōto sundai                            |
| 6   |                 | Pinos redondeados en Aoyama                                                             | 青山園座松               | Aoyama enza-no-matsu                   |
| 7   |                 | Senju en la provincia de Musashi                                                        | 武州千住                 | Bushū Senju                            |
| 8   |                 | Paso de Inume en la provincia de Kai                                                    | 甲州犬目峠               | Kōshū inume-tōge                       |
| 9   |                 | Vista del Fuji desde un campo en la provincia de Owari                                  | 尾州不二見原             | Bishū Fujimigahara                     |
| 10  |                 | Ejiri en la provincia de Suruga                                                         | 駿州江尻                 | Sunshū Ejiri                           |
| 11  |                 | Croquis de la tienda Mitsui de la calle Suruga en Edo                                   | 江都駿河町三井見世略図   | Kōto Suruga-cho Mitsui Miseryakuzu     |
| 12  |                 | Puesta de sol a través del puente Ryōgoku desde la orilla del río Sumida en Onmayagashi | 御厩川岸より両国橋夕陽見 | Ommayagashi yori ryōgoku-bashi yūhi mi |
| 13  |                 | El salón Sazai en el templo de los quinientos rakan                                     | 五百らかん寺さざゐどう   | Gohyaku-rakanji Sazaidō                |
| 14  |                 | La mañana después de una nevada en Koishikawa                                           | 礫川雪の旦               | Koishikawa yuki no ashita              |
| 15  |                 | Meguro meridional                                                                       | 下目黒                   | Shimo-Meguro                           |
| 16  |                 | Molino de agua en Onden                                                                 | 隠田の水車               | Onden no suisha                        |
| 17  |                 | Enoshima en la provincia de Sagami                                                      | 相州江の島               | Soshū Enoshima                         |
| 18  |                 | La bahía de Tago cerca de Ejiri en la Tōkaidō                                           | 東海道江尻田子の浦略図   | Tōkaidō Ejiri tago-no-ura              |
| 19  |                 | Yoshida en la Tōkaidō                                                                   | 東海道吉田               | Tōkaidō Yoshida                        |
| 20  |                 | La ruta marítima de la provincia de Kazusa                                              | 上総の海路               | Kazusa no kairo                        |
| 21  |                 | Puente Nihonbashi en Edo                                                                | 江戸日本橋               | Edo Nihon-bashi                        |
| 22  |                 | Villa de Sekiya en el río Sumida                                                        | 隅田川関屋の里           | Sumidagawa Sekiya no sato              |
| 23  |                 | Bahía de Noboto                                                                         | 登戸浦                   | Noboto-ura                             |
| 24  |                 | El lago de Hakone en la provincia de Sagami                                             | 相州箱根湖水             | Sōshū Hakone kosui.                    |
| 25  |                 | Reflejo en el lago de Misaka en la provincia de Kai                                     | 甲州三坂水面             | Kōshū Misaka suimen                    |
| 26  |                 | Hodogaya en la Tōkaidō                                                                  | 東海道程ケ谷             | Tōkaidō Hodogaya                       |
| 27  |                 | Río Tama en la Provincia de Musashi                                                     | 武州玉川                 | Bushū Tamagawa                         |
| 28  |                 | Hongan-ji en Asakusa en la capital oriental                                             | 東都浅草本願寺           | Tōto Asakusa honganji                  |
| 29  |                 | Isla Tsukuda en la provincia de Musashi                                                 | 武陽佃島                 | Buyō Tsukuda-jima                      |
| 30  |                 | Playa de Shichiri en la provincia de Sagami                                             | 相州七里浜               | Soshū Shichiri-ga-hama                 |
| 31  |                 | Umezawa en la provincia de Sagami                                                       | 相州梅沢庄               | Soshū umezawanoshō                     |
| 32  |                 | Kajikazawa en la provincia de Kai                                                       | 甲州石班沢               | Kōshū Kajikazawa                       |
| 33  |                 | Paso de Mishima en la provincia de Kai                                                  | 甲州三嶌越               | Kōshū Mishima-goe                      |
| 34  |                 | En las montañas de la provincia de Tōtōmi                                               | 遠江山中                 | Tōtōmi sanchū                          |
| 35  |                 | Una vista del monte Fuji tras el lago Suwa                                              | 信州諏訪湖               | Shinshū Suwa-ko                        |
| 36  |                 | Ushibori en la provincia de Hitachi                                                     | 常州牛掘                 | Jōshū Ushibori                         |

### Grabados adicionales
| N.º | Grabado impreso | Título español                                                       | Título Japonés         | Transcripción                        |
| --- | --------------- | -------------------------------------------------------------------- | ---------------------- | ------------------------------------ |
| 1   |                 | El Fuji desde la colina Goten en Shinagawa en la Tōkaidō             | 東海道品川御殿山の不二 | Tōkaidō Shinagawa Goten'yama no Fuji |
| 2   |                 | Tatekawa en Honjō                                                    | 本所立川               | Honjo Tatekawa                       |
| 3   |                 | El monte Fuji visto desde el distrito del placer de Senju            | 従千住花街眺望の不二   | Senju Hana-machi Yori Chōbō no Fuji  |
| 4   |                 | Nakahara en la provincia de Sagami                                   | 相州仲原               | Sōshū Nakahara                       |
| 5   |                 | Ōno Shinden en la provincia de Suruga                                | 駿州大野新田           | Sunshū Ōno-shinden                   |
| 6   |                 | Subiendo el Fuji                                                     | 諸人登山               | Shojin tozan                         |
| 7   |                 | El Fuji desde los campos de té de Katakura en la provincia de Suruga | 駿州片倉茶園の不二     | Sunshū Katakura chaen no Fuji        |
| 8   |                 | El Fuji desde Kanaya en la Tōkaidō                                   | 東海道金谷の不二       | Tōkaidō Kanaya no Fuji               |
| 9   |                 | Amanecer en Isawa en la provincia de Kai                             | 甲州伊沢暁             | Kōshū Isawa no Akatsuki              |
| 10  |                 | El reverso del monte Fuji desde el río Minobu                        | 身延川裏不二           | Minobu-gawa ura Fuji                 |